# Aleko

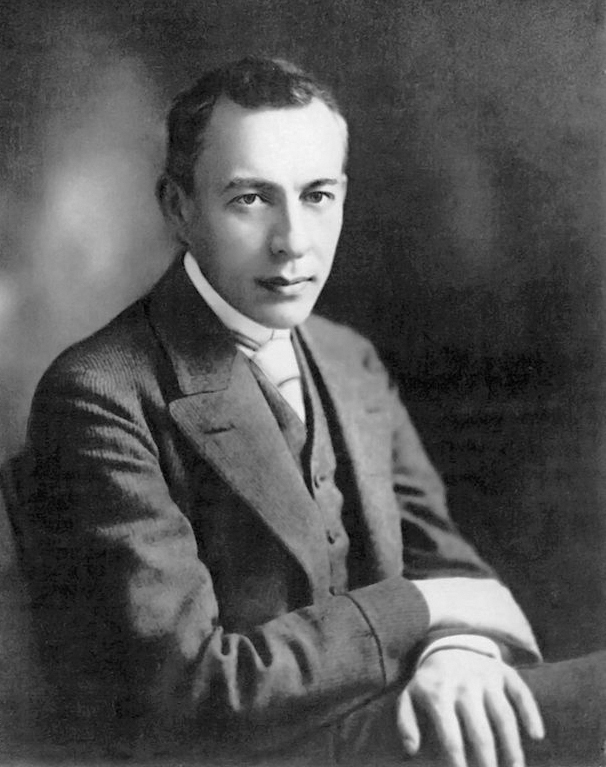
Sergej Rachmaninov

Aleko (Russisch: Алеко) is een opera in een akte uit 1892 van de Russische componist Sergej Rachmaninov. Het libretto is van Vladimir Nemirovich-Danchenko.
Rachmaninov componeerde het werk op 19-jarige leeftijd voor het afronden van zijn opleiding aan het Conservatorium van Moskou. Nemirovitsj-Danchenko's libretto is gebaseerd op het gedicht Tsygany (De Zigeuners) van Aleksandr Poesjkin.

## Synopsis
De Rus Aleko heeft genoeg van zijn saaie burgerlijke leven: hij gaat ervandoor met een groep zigeuners en gaat een relatie aan met Zemfira, die hem een kind schenkt. Zemfira's vader waarschuwt Aleko niet te bezitterig te worden met Zemfira, maar Aleko is jaloers en doodt haar en haar minnaar, een jonge zigeuner. De zigeuners verstoten hem vervolgens.

## Opmerkelijke scènes
- De dans van de zigeuners
- De romance van de jonge zigeuner
- Aleko's Cavatina

## Première en receptie
Aleko ging op 27 april 1893 (d.i. 9 mei 1893 volgens de huidige kalender) in het Bolsjojtheater te Moskou in première, onder leiding van Ippolit Altani. De originele bezetting was als volgt:

- Bogomir Korsov (Aleko)
- Mariya Deysha-Sionitskaya (Zemfira)
- Stepan Vlasov (oude zigeunerin)
- Lev Klementyev (jonge zigeunerin)

De opera kreeg de hoogste prijs van de conservatoriumbeoordelaars dat jaar.
Een van de aanwezigen, zowel bij de repetities als de première in het Bolsjojtheater, was Pjotr Iljitsj Tsjaikovski.
Net als de twee andere opera’s van Rachmaninov laat Aleko zien dat hij zijn eigen stijl vond, onafhankelijk van de destijds gangbare opera’s en de muziekdrama’s van Wagner. Michael Bukinik, een tijdgenoot van Rachmaninov aan het conservatorium, kan zich de repetities van Aleko nog herinneren:
"Ik was een leerling in de klas van het orkest en tijdens de repetities werden we niet alleen bewonderd, maar we werden vrolijk en trots vanwege zijn uitdagende harmonieën, en we zagen in hem een hervormer. "
Een criticus uit die tijd schreef in de Moskovskiye vedomosti over de première:
"Er werden natuurlijk fouten gemaakt, maar die worden door de verdiensten van het werk meer dan gecompenseerd, waardoor men geneigd is te geloven dat we in de toekomst van deze jonge componist nog veel te verwachten hebben."

## Opnames
- Melodiya: I. Petrov, N. Pokrovskaya, A. Orfenov, A. Ognivtzev, V. Zlatogorova; Bolshoi Theatre Chorus and Orchestra; Nikolai Golovanov, dirigent
- Saison Russe: Vladimir Matorine, Natalia Erassova, Viatchslav Potchapski, Vitaly Tarastchenko, Galina Borissova; Russian State Choir; Bolshoi Theatre Orchestra; Andrei Chistiakov, dirigent[3]
- Harmonia Mundi: N. Ghiuzelev, D. Petkov, B. Karnabatlova, P. Kurchumov, T. Christova; Radio Television Bulgare; Russlan Raytchev, dirigent
- DGG: Sergei Leiferkus, I. Levinsky, A. Kotscherga, Maria Gulegchina, A. S. von Otter; Göteborg Opera koor en symphonieorkest; Neeme Järvi, dirgent